# 노세 세이키
노세 세이키(일본어: 野瀬 清喜, 1952년 8월 10일~)는 일본의 유도 선수, 지도자로 1984년 하계 올림픽에서 미들급 동메달을 획득했다.